# Dennis Looze
Dennis Looze né le 30 juillet 1972 à Zaanstad aux Pays-Bas est un triathlète professionnel néerlandais, champion des Pays-Bas en 1995, 1996, 1999 et 2004.

## Palmarès
Le tableau présente les résultats les plus significatifs (podium) obtenus sur le circuit national et international de triathlon et de duathlon depuis 1995,.
| Année | Compétition                                | Pays     | Position           | Temps           |
| ----- | ------------------------------------------ | -------- | ------------------ | --------------- |
| 2007  | Championnats des Pays-Bas moyenne distance | Pays-Bas | Médaille d'or      | 3 h 55 min 14 s |
| 2005  | Championnat des Pays-Bas                   | Pays-Bas | Médaille de bronze | 2 h 1 min 34 s  |
| 2004  | Championnat des Pays-Bas                   | Pays-Bas | Médaille d'or      | 1 h 46 min 6 s  |
| 2003  | Championnat des Pays-Bas                   | Pays-Bas | Médaille d'argent  | 1 h 53 min 17 s |
| 2000  | Triathlon moyenne-distance Stein           | Pays-Bas | Médaille d'or      | 4 h 3 min 53 s  |
| 2000  | Triathlon Kapelle-op-den-Bos               | Belgique | Médaille de bronze | 1 h 51 min 26 s |
| 2000  | Championnat des Pays-Bas                   | Pays-Bas | Médaille d'argent  | 1 h 50 min 38 s |
| 1999  | Championnat des Pays-Bas                   | Pays-Bas | Médaille d'or      | 1 h 50 min 10 s |
| 1999  | Championnats des Pays-Bas moyenne distance | Pays-Bas | Médaille d'or      | 4 h 3 min 53 s  |
| 1996  | Championnat d'Europe                       | Hongrie  | Médaille d'argent  | 1 h 47 min 39 s |
| 1996  | Championnat des Pays-Bas                   | Pays-Bas | Médaille d'or      | 1 h 46 min 29 s |
| 1996  | Championnats des Pays-Bas de duathlon      | Pays-Bas | Médaille d'or      | Timing          |
| 1995  | Championnat des Pays-Bas                   | Pays-Bas | Médaille d'or      | 1 h 52 min 29 s |
| 1994  | Championnat des Pays-Bas                   | Pays-Bas | Médaille de bronze | 1 h 46 min 24 s |